# John Barleycorn Must Die
John Barleycorn Must Die (с англ. — «Джон Ячменное Зерно должен умереть») — четвёртый студийный альбом британской рок-группы Traffic, записанный в период с февраля по апрель 1970 года и выпущенный в июле того же года лейблом Island Records в Великобритании, United Artists Records в США и Polydor Records в Канаде.
Достиг #5 в Billboard Top LP’s и получил статус золотого (первый «золотой диск» группы). Сингл «Empty Pages» с этого альбома достиг #74 в Billboard Hot 100. На родине музыкантов, в Великобритании, альбом достиг #11 в UK Albums Chart.
В 1999 году альбом переиздан в Великобритании на CD с добавлением пяти бонус-треков. В 2001 году ремастирован и переиздан в США с добавлением двух бонус-треков. В марте 2011 года вышло делюкс-издание на двух компакт-дисках.
Альбом был высоко оценен музыкальными критиками. По словам Уильяма Рулмана, этот альбом «вышел за рамки джема, который был характерен для некоторых работ Traffic 1968 года, чтобы приблизиться к зарождающейся области джаз-рока. И это помогло группе достичь своего коммерческого потенциала».

## История создания
В конце 1968 года группа Traffic начала распадаться. Фактически гитарист Дэвид Мэйсон покинул группу ещё до завершения работы над альбомом Traffic и почти не участвовал в записи третьего альбома Last Exit. В 1969 году Стив Уинвуд присоединился к супергруппе Blind Faith, а барабанщик и автор текстов Джим Капальди и исполнитель на деревянных духовых инструментах Крис Вуд занялись сессионной работой. Вскоре после распада Blind Faith Вуд и Уинвуд вошли в состав группы Ginger Baker’s Air Force, созданной барабанщиком Джинджером Бейкером, с которой записали первый альбом новой группы (январь 1970).
В начале 1970 года Уинвуд вернулся в студию с намерением записать свой первый сольный альбом с предполагаемым названием Mad Shadows. Он записал два трека: «Stranger to Himself» и «Every Mother’s Son», но чувствовал, что для успешной работы нуждается в сотрудничестве с музыкантами-единомышленниками. В результате Уинвуд пригласил Вуда и Капальди присоединиться к нему, и планируемый сольный альбом стал воссоединением группы Traffic в прежнем составе, за исключением Дэвида Мейсона.
В состав альбома вошли шесть композиций, пять из которых написаны Уинвудом и Капальди, и одна — обработка старинной английской народной песни «John Barleycorn».

## Список композиций

### Оригинальный релиз
Сторона «А»
1. «Glad» (Стив Уинвуд) — 6:59
2. «Freedom Rider» (Стив Уинвуд, Джим Капальди) — 6:20
3. «Empty Pages» (Стив Уинвуд, Джим Капальди) — 4:47

Сторона «Б»
1. «Stranger to Himself» (Стив Уинвуд, Джим Капальди) — 4:02
2. «John Barleycorn (Must Die)» (Стив Уинвуд) — 6:20
3. «Every Mother’s Son» (Стив Уинвуд, Джим Капальди) — 7:05

### Переиздание (1999, UK)
1. «Glad» (Стив Уинвуд) — 6:59
2. «Freedom Rider» (Стив Уинвуд, Джим Капальди) — 5:30
3. «Empty Pages» (Стив Уинвуд, Джим Капальди) — 4:34
4. «I Just Want You to Know» (Стив Уинвуд, Джим Капальди) — 1:30
5. «Stranger to Himself» (Стив Уинвуд, Джим Капальди) — 3:57
6. «John Barleycorn» (народная песня, аранжировка Стива Уинвуда) — 6:27
7. «Every Mother’s Son» (Стив Уинвуд, Джим Капальди) — 7:08
8. «Sittin’ Here Thinkin’ of My Love» (Стив Уинвуд, Джим Капальди) — 3:33
9. «Backstage and Introduction» (live) (Стив Уинвуд, Джим Капальди) — 1:50
10. «Who Knows What Tomorrow May Bring» (live) (Стив Уинвуд, Джим Капальди, Крис Вуд) — 6:56
11. «Glad» (live) (Стив Уинвуд) — 11:29

### Переиздание (2001, US)
1. «Glad» — 6:57
2. «Freedom Rider» − 5:29
3. «Empty Pages» — 4:38
4. «I Just Want You to Know» — 1:33
5. «Stranger to Himself» — 3:57
6. «John Barleycorn» — 6:26
7. «Every Mother’s Son» — 7:08
8. «Sittin’ Here Thinkin’ of My Love» — 3:24

### 2011 deluxe reissue disc two
| №   | Название                                    | Автор(ы)                                  | Длительность |
| --- | ------------------------------------------- | ----------------------------------------- | ------------ |
| 1.  | «Stranger to Himself» (alternative mix)     | Стив Уинвуд, Джим Капальди                | 4:09         |
| 2.  | «John Barleycorn Must Die» (first version)  | народная песня, аранжировка Стива Уинвуда | 5:05         |
| 3.  | «Every Mother’s Son» (alternative mix)      | Стив Уинвуд, Джим Капальди                | 7:03         |
| 4.  | «Back Stage and Introduction»               |                                           | 1:44         |
| 5.  | «Medicated Goo» (live)                      | Стив Уинвуд, Джимми Миллер                | 4:17         |
| 6.  | «Empty Pages» (live)                        | Стив Уинвуд, Джим Капальди                | 4:47         |
| 7.  | «Forty Thousand Headmen» (live)             | Стив Уинвуд, Джим Капальди                | 4:30         |
| 8.  | «Who Knows What Tomorrow May Bring?» (live) | Стив Уинвуд, Джим Капальди, Крис Вуд      | 5:16         |
| 9.  | «Every Mother’s Song» (live)                | Стив Уинвуд, Джим Капальди                | 7:00         |
| 10. | «Glad» / «Freedom Rider» (live)             | Стив Уинвуд, Джим Капальди                | 14:30        |

## Участники записи
- Стив Уинвуд — вокал, гитара, клавишные, бас-гитара, перкуссия
- Крис Вуд — флейта, саксофон, клавишные, перкуссия
- Джим Капальди — ударные, перкуссия, вокал

## Позиции в хит-парадах и коммерческие показатели
| Хит-парад (1970—1971)            | Высшая позиция | Пребывание в чарте |
| -------------------------------- | -------------- | ------------------ |
| Австралия (Kent Music Report)    | 14             | нет данных         |
| Великобритания (UK Albums Chart) | 11             | 9 недель           |
| Канада (RPM Albums Chart)        | 6              | 33 недели          |
| Нидерланды (Album Top 100)       | 5              | 6 недель           |
| Норвегия (VG-lista)              | 15             | 2 недели           |
| США (Billboard Top LPs)          | 5              | 38 недель          |

| Регион                                                      | Сертификация | Продажи  |
| ----------------------------------------------------------- | ------------ | -------- |
| США (RIAA)                                                  | Золотой      | 500 000^ |
| ^ Данные о тиражах приведены только на основе сертификации. |              |          |